# Eugeniusz Żuber
Eugeniusz Żuber (ur. 6 czerwca 1940 w Starych Orenicach) – polski działacz samorządowy i partyjny, urzędnik, doktor nauk prawnych. W latach 1971–1974 przewodniczący Prezydium MRN i naczelnik Miastka, w 1986 prezydent Koszalina, w latach 1986–1990 I sekretarz KM PZPR w Koszalinie.

## Życiorys
Syn Henryka i Ireny. Absolwent liceum ogólnokształcącego w Miastku. Ukończył studia licencjackie na Wydziale Prawa i Administracji Uniwersytetu im. Adama Mickiewicza (1972) i magisterskie na Wydziale Prawa i Administracji Uniwersytetu Gdańskiego (1974). W 1979 uzyskał na UAM stopień doktora nauk prawnych ze specjalizacją w zakresie prawa finansowego.
Przez kilka lat (do 1964) pracował jako nauczyciel i instruktor Ludowych Zespołów Sportowych w Sypniewie. Od 1964 do 1966 pracował jako instruktor ds. turystyki w Wojewódzkim Zrzeszeniu LZS w Koszalinie (1964–1966). Wstąpił do Polskiej Zjednoczonej Partii Robotniczej. Przeniósł się do Miastka, gdzie do 1971 kierował Wydziałem Kultury przy Prezydium Powiatowej Rady Narodowej. Następnie od 1971 był przewodniczącym Prezydium MRN, a od grudnia 1973 do czerwca 1974 po przekształceniu funkcji – naczelnikiem Miastka. W latach 1974–1976 kierował Powiatowym i Miejskim Komitetem Kultury Fizycznej w Koszalinie, po czym objął stanowisko dyrektora Miejskiego Ośrodka Kultury. Jednocześnie od 1976 do 1980 zasiadał w tamtejszej Wojewódzkiej Radzie Narodowej. Od 1979 pełnił funkcję wiceprezydenta ds. kultury, a od 4 kwietnia do 11 sierpnia 1986 był prezydentem Koszalina. Następnie przeszedł na stanowisko I sekretarza Komitetu Miejskiego PZPR w Koszalinie, które zajmował do likwidacji partii w 1990. Od 1986 wchodził także w skład egzekutywy Komitetu Wojewódzkiego PZPR w tym mieście. Zasiadał także w prezydium Narodowej Rady Kultury (1984–1989), a w 1981 uczestniczył w Kongresie Kultury Polskiej.
Od 1990 do 1994 był wicedyrektorem Wojewódzkiego Urzędu Statystycznego w Koszalinie. W 1994, 1998, 2002 (z listy lokalnego komitetu), 2006 (z listy komitetu Mirosława Mikietyńskiego) i 2010 (z listy Platformy Obywatelskiej) wybierany do koszalińskiej rady miejskiej, pełnił funkcję jej wiceprzewodniczącego przez trzy kadencje. W latach 1994–1998 oddelegowany do sejmiku samorządowego województwa koszalińskiego, był jego przewodniczącym i członkiem krajowych władz Krajowego Sejmiku Samorządu Terytorialnego. W 1997 kandydował do Senatu w okręgu koszalińskim z ramienia Porozumienia Samorządowego, zajmując ostatnie miejsce. Od 2003 do 2007 pozostawał sekretarzem gminy Mielno. Objął funkcję profesora w Bałtyckiej Wyższej Szkole Humanistycznej w Koszalinie.
Był założycielem i w latach 1994–1996 pierwszym prezesem Stowarzyszenia Przyjaciół Koszalina, zasiadał w lokalnych i krajowych władzach Polskiego Towarzystwa Ekonomicznego. Autor wielu publikacji naukowych, a także opracowań dotyczących regionu. Został pełnomocnikiem komitetu domagającego się utworzenia województwa środkowopomorskiego, dwukrotnie występował w Sejmie jako jego reprezentant.

## Odznaczenia
Odznaczony Brązowym (1972) i Złotym (1977) Krzyżem Zasługi, Krzyżem Kawalerskim (1984) i Oficerskim (1999) Orderu Odrodzenia Polski, a także odznaczeniami resortowymi. Wyróżniony także Odznaką „Zasłużony dla Województwa Koszalińskiego” (dwukrotnie w 1977 i 1997), Medalem „Za zasługi dla Koszalina” (1979) oraz tytułem honorowego obywatela Koszalina (2021).